# Hallers Apfelmoos
Das Hallers oder auch Hallersches Apfelmoos (Bartramia halleriana, Syn.: Bartramia norvegica Lindb.) ist eine Laubmoos-Art aus der Familie Bartramiaceae. Die Erstbeschreibung der Art (aus dem Jahr 1768) stammt von Albrecht von Haller, einem Schweizer Mediziner, Botaniker und Wissenschaftspublizist, der von 1708 bis 1777 lebte.

## Merkmale
Bartramia halleriana bildet weiche, grüne bis bräunlichgrüne Polsterrasen mit bis 15 Zentimeter großen Pflanzen. Die Blätter mit schwach scheidiger Blattbasis sind lang pfriemenförmig ausgezogen, bis 1 Zentimeter lang, etwas einseitswendig, trocken geschlängelt und an den Rändern zweireihig gesägt. Im Unterschied zu Bartramia pomiformis erscheinen die Blätter noch länger und mehr haarförmig. Die austretende Blattrippe ist in der Blattspitze unterseits gezähnt. Die Laminazellen sind in der Blattbasis verlängert und wasserhell, oben quadratisch bis rechteckig und etwa 9 Mikrometer breit.
Die Sporenkapseln auf der bis 5 Millimeter langen Seta sind im Moosrasen mehr oder weniger verborgen, wobei aus einem Perichaetium ein bis drei Sporogone hervorgehen.

## Standortansprüche und Verbreitung
Das Moos ist kalkmeidend und wächst an luftfeuchten und meist schattigen Orten in Wäldern auf basenreichen Felsen und Gestein oder auf Humus über kalkhaltigem Gestein. In Mitteleuropa hat es seine Hauptverbreitung in den höheren Mittelgebirgen und den Alpen, in tieferen Lagen ist es selten oder fehlt ganz. Darüber hinaus ist es mehr oder weniger fast weltweit verbreitet, es wird in Europa, Asien, Südliches Südamerika, Hawaii, Australien und Neuseeland gesichtet. Weltweit ist die Art nicht gefährdet (LC).

### Kanada
In Kanada, wurde diese Art einzig und allein in Westkanada gefunden. Einer der Fundorte befindet sich in Alberta im Jasper-Nationalpark und die anderen beiden gerade westlich desselben Parkes in British Columbia. 1826 wurde es von Thomas Drummond auch am Wood River gesichtet, jedoch seither an dieser Stelle nicht mehr gesehen.
In Alberta ist dieses Moos nebst der nationalen COSEWIC Einstufung als gefährdet auch noch in der höchsten gefährdeten Kategorie gefährdeter Pflanzen (S1).
Studien an zwei der dokumentierten Fundstellen ergaben eine Population von 130 Individuen (Klösse) mit einer Gesamtfläche von 116 cm².

## DNA
2001 wurde an der Universität Ulm eine Sequenzierung der mitochondrialen DNA vorgenommen. Dabei konnte das nad2-Gen (NADH-Dehydrogenase subunit 2) als neuer Lokusmarker für phylogenetische Analysen unter frühen Landpflanzen bestimmt werden.